# Agelasta kumei
Agelasta kumei es una especie de escarabajo longicornio del género Agelasta, categorizada en la tribu Mesosini, de la subfamilia Lamiinae. Fue descrita por Takakuwa en 1991.

## Descripción
Mide 11-19,5 mm de longitud.

## Distribución
Se distribuye por Asia: China.